# Hold Me Tight
Hold Me Tight (englisch für: Halt mich fest) ist ein Lied der britischen Band The Beatles, das 1963 auf ihrem zweiten Album With the Beatles veröffentlicht wurde. Komponiert wurde es von John Lennon und Paul McCartney und unter der Autorenangabe Lennon/McCartney veröffentlicht.

## Hintergrund

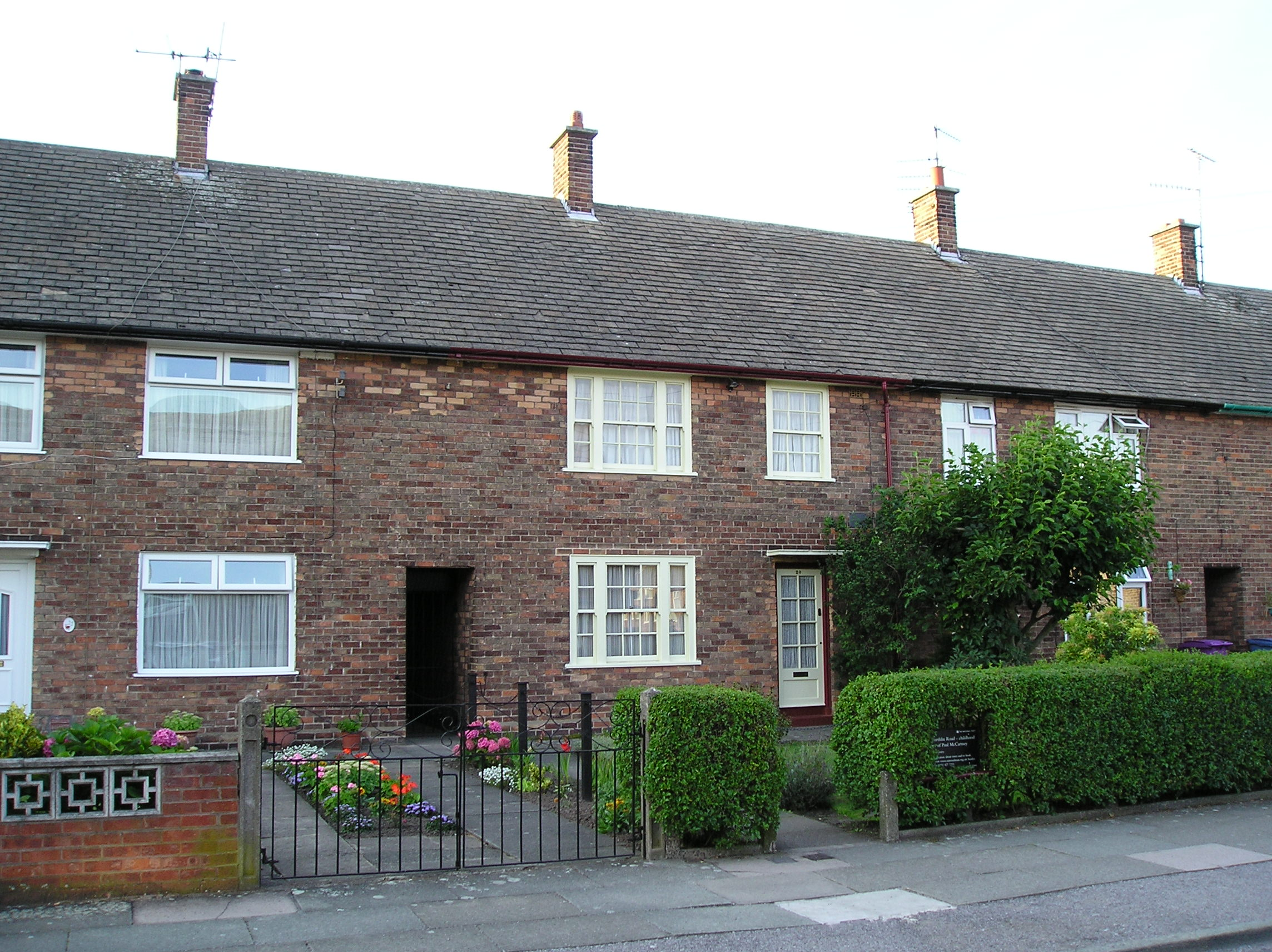
20 Forthlin Road, Blick auf das Reihenhaus

John Lennon und Paul McCartney komponierten Hold Me Tight im Jahr 1961 im Elternhaus von McCartney in der 20 Forthlin Road in Liverpool, es basiert aber hauptsächlich auf den musikalischen Ideen von McCartney.
Die Beatles nahmen Hold Me Tight in ihr Live-Repertoire zwischen 1961 und 1963 auf.
Am 30. April 1973 veröffentlichte Paul McCartney mit der Gruppe Wings das Album Red Rose Speedway, auf dem sich auch ein Lied mit dem Titel Hold Me Tight befindet, die beiden Lieder sind aber musikalisch nicht identisch.

## Aufnahme
Erste Version
Zehn der vierzehn Lieder des ersten Beatlesalbums Please Please Me nahm die Band am 11. Februar 1963 in den Londoner Abbey Road Studios auf – darüber hinaus noch Hold Me Tight, das aber nicht für das Album verwendet wurde. Produzent war George Martin, assistiert vom Toningenieur Norman Smith. Die Band nahm insgesamt dreizehn Takes zwischen 19:30 und 20:15 Uhr auf. Bei der endgültigen Zusammenstellung des Albums verzichtete man allerdings auf die Verwendung des Liedes; Aufnahmen sind nicht mehr auffindbar und wurden wohl gelöscht.
Zweite Version
Hold Me Tight wurde am 12. September 1963 in den Abbey Road Studios mit dem Produzenten George Martin aufgenommen. Norman Smith war der Toningenieur der Aufnahmen. Die Band nahm insgesamt neun Takes auf, wobei der sechste und neunte Take für die finale Version editiert wurde.
Die Abmischung des Liedes erfolgte am 30. September 1963 in Mono und am 29. Oktober in Stereo.
Besetzung
- John Lennon: Rhythmusgitarre, Hintergrundgesang
- Paul McCartney: Bass, Gesang
- George Harrison: Leadgitarre, Hintergrundgesang
- Ringo Starr: Schlagzeug

## Veröffentlichungen
- Am 12. November 1963 erschien in Deutschland das erste Beatles-Album With the Beatles, auf dem Hold Me Tight enthalten ist. In Großbritannien wurde das Album am 22. November 1963 veröffentlicht, dort war es das zweite Beatles-Album. In den USA wurde Hold Me Tight auf dem dortigen zweiten Album Meet the Beatles! am 20. Januar 1964 veröffentlicht.
- Am 17. Dezember 2013 erschien das Album The Beatles Bootleg Recordings 1963, auf dem sich der zweite Aufnahmeversuch von Hold Me Tight vom 12. September 1963 befindet.

## Coverversionen
- The Treasures – Hold Me Tight [2]
- Stackridge – Mr. Mick [3]